# 13 Fantômes
Ne doit pas être confondu avec 13 Ghosts.
Pour plus de détails, voir Fiche technique et Distribution.
13 Fantômes (Thirteen Ghosts, stylisé en Thir13en Ghosts) est un film américain réalisé par Steve Beck et sorti en 2001. Il s'agit d'un remake du film du même nom de William Castle sorti en 1960. Il s'agit du second film produit par  Joel Silver et Robert Zemeckis via leur société Dark Castle Entertainment, déjà responsable de La Nuit de tous les mystères, autre remake de film d'horreur de William Castle.

## Synopsis
Arthur hérite d'une maison bien étrange que lui lègue son oncle Cyrus. Il s'installe avec sa famille dans cette maison entièrement construite en verre et dotée de mécanismes qui relâchent successivement 12 fantômes, tous plus dangereux les uns que les autres. Leurs seules protections dans ce dédale sont les inscriptions lumineuses qui ornent les murs du bâtiment.

## Fiche technique
- Titre original : Thirteen Ghosts (stylisé en Thir13en Ghosts)
- Titre français : 13 Fantômes
- Réalisation : Steve Beck
- Scénario : Neal Marshall Stevens et Richard D'Ovidio, d'après le scénario original de Robb White
- Musique : John Frizzell
- Photographie : Gale Tattersall (en) et Robert McLachlan
- Montage : Derek Brechin, Omar Daher et Edward A. Warschilka
- Décors : Sean Hargreaves
- Costumes : Jenni Gullett
- Production : Gilbert Adler (en), Joel Silver, Robert Zemeckis, Terry Castle et Richard Mirisch
- Sociétés de production : Warner Bros., Columbia Pictures Corporation, Dark Castle Entertainment, 13 Ghosts Productions Canada Inc.
- Sociétés de distribution :  Columbia TriStar Films
- Budget : 20 millions de dollars
- Pays de production :  États-Unis,  Canada
- Format : couleurs - 1,85:1 - DTS / Dolby Digital / SDDS - 35 mm
- Genre : horreur, fantastique
- Durée : 91 minutes
- Dates de sortie : 
  - États-Unis : 26 octobre 2001
  - France : 16 janvier 2002
- Film interdit aux moins de 12 ans lors de sa sortie en France

## Distribution
Légende : VF = Version Française[réf. nécessaire] et VQ = Version Québécoise
- Tony Shalhoub (VF : Philippe Bellay ; VQ : Manuel Tadros) : Arthur Kriticos
- Embeth Davidtz (VF : Dominique Westberg ; VQ : Hélène Mondoux) : Kalina Oretzia
- Matthew Lillard (VF : Cédric Dumond ; VQ : François Godin) : Dennis Rafkin
- Shannon Elizabeth (VF : Laurence Dourlens ; VQ : Christine Bellier) : Kathy Kriticos
- Alec Roberts (VF : Kelyan Blanc) : Robert 'Bobby' Kriticos
- J. R. Bourne (VF : Éric Aubrahn ; VQ : Sébastien Dhavernas) : Benjamin Moss
- Rah Digga (VF : Martine Maximin ; VQ : Lisette Dufour) : Maggie Bess
- F. Murray Abraham (VQ : Aubert Pallascio) : Cyrus Kriticos
- Matthew Harrison (VF : Constantin Pappas) : Damon
- Jacob Rupp : L'assistant de Cyrus
- Mike Crestejo : Membre de l'équipe
- Aubrey Culp : Membre de l'équipe
- Charles Andre : Membre de l'équipe
- Mikhael Speidel : Billy Michaels, Le premier né
- Daniel Wesley : Jimmy Gambino, L'homme-tronc
- Laura Mennell : Susan LeGrow, La femme soumise
- Kathryn Anderson : Jean Kriticos, L'amoureuse flétri
- Craig Olejnik : Royce Clayton, Le prince scarifié
- Shawna Loyer : Dana Newman, La princesse irascible
- Xantha Radley : Isabella Smith, La dévote
- C. Ernst Harth : Harold, L'enfant obèse
- Laurie Soper : Margaret Shelburne, La mère implacable
- Herbert Duncanson : George Markley, Le frappeur au marteau
- Shayne Wyler : Ryan Kuhn, Le Chacal
- John DeSantis : Horace Mahoney, Le guerrier impitoyable

## Production
13 Fantômes est le remake de 13 Fantômes (1960), film américain réalisé par William Castle, déjà responsable de La Nuit de tous les mystères, autre film de maison hantée dont les producteurs Joel Silver et Robert Zemeckis firent un autre remake avec La Maison de l'horreur (1999).
Le tournage s'est déroulé du 5 octobre jusqu'au mois de décembre 2000 à Vancouver, Canada[réf. nécessaire].

## Bande originale
- Excess, interprété par Tricky
- Mirror Mirror, interprété par Rah Digga

## Distinctions
- Prix de l'Académie des films de science-fiction, fantastique et horreur 2002 : nomination comme meilleur film d'horreur

## Les fantômes
Les fantômes sont des représentations de tous les signes du « zodiaque noir ».
1. Le Premier né (Le Fils Premier né en VQ) (joué par Mikhael Speidel) : le Premier né est le fantôme d'un petit garçon appelé Billy Michaels obsédé par les films de cow-boy. Il désobéit à ses parents et joua aux cow-boys et aux Indiens avec un véritable arc. La flèche qui lui transperça accidentellement la tête reste visible sur son fantôme.
2. L'Homme-tronc (Le Torse en VQ) (joué par Daniel Wesley) : l'homme-tronc est le fantôme d'un parieur appelé Jimmy Gambino. Il perdit tout en pariant sur un combat de boxe, il a essayé d'effacer l'ardoise et s'est enfui. La Mafia à qui il devait de l'argent rattrapa Gambino et le découpa en morceaux, enveloppa ceux-ci dans de la cellophane et les jeta dans l'océan.
3. La Femme soumise (La Femme attachée en VQ) (jouée par Laura Mennell) : la Femme soumise était une pom-pom girl du nom de Susan LeGrow, qui, après avoir trompé son petit ami avant le bal du lycée, a été étranglée par celui-ci. Elle fut retrouvée enterrée sous le terrain de football.
4. L'Amoureuse flétri (L'Amant blême en VQ) (jouée par Kathryn Anderson) : l'Amoureuse flétri est Jeanne Kriticos, l'épouse de Arthur. Elle a tenté de sauver ses enfants dans l'incendie de leur maison. Bien qu'elle y parvînt, elle succomba de ses brûlures à l'hôpital.
5. Le Prince scarifié (Le Prince tourmenté en VQ) (joué par Craig Olejnik) : le Prince sacrifié est le fantôme de Royce Clayton, qui était une star du baseball. Il défia un mécano dans une course de rue et se tua dans le crash qui s'ensuivit.
6. La Princesse irascible (La Princesse en colère VQ) (jouée par Shawna Loyer) : la Princesse irascible est Dana Newman. Elle essayait de perfectionner son look continuellement, bien qu'elle fût belle. Elle abandonna après avoir opéré elle-même quelques soins chirurgicaux. Elle s'aveugla et se trancha les veines. Elle a été retrouvée avec une douzaine d'entailles volontaires.
7. La Dévote (La Pèlerine en VQ) (jouée par Xantha Radley) : la dévote est le fantôme d'Isabella Smith, une femme anglaise qui traversa l'Océan Atlantique et s'établit en Nouvelle-Angleterre. C'était une séparatiste et cela l'isola des autres. Elle a été reconnue coupable de sorcellerie et fut mise à mort.
8-9. L'enfant obèse et la mère implacable (Le grand enfant et la mère sinistre en VQ) (joués par C. Ernst Harth et Laurie Soper) : la mère implacable est le fantôme de Margaret Shelburne, qui était une attraction au carnaval due à sa petite taille. Elle a été violée par « Le Grand Homme » et donna naissance à Harold qui pesait 136 kg. Harold a été gâté et élevé comme un bébé par sa mère, qui l'a élevé pour être son protecteur et exiger qu'il la venge des autres membres du carnaval qui la kidnappèrent pour plaisanter. Quand il rattrapa les coupables, il découvrit que sa mère était morte étouffée dans le sac qui servit à l'enlèvement. Pris de colère, Harold les massacra avec sa hache. Plus tard, quand le directeur du carnaval découvrit ce qui était arrivé, il donna l'ordre que l'on fasse disparaître Harold.
10. Le frappeur au marteau (Le Marteau en VQ) (joué par Herbert Duncanson) : le frappeur au marteau est le fantôme d'un forgeron, George Markley, qui vécut dans une petite ville dans les années 1890. Il a été exilé de la ville après avoir été accusé à tort de vol. Furieux, il traqua les meurtriers de sa femme et ses enfants et les martela à mort. Les autres citoyens le capturèrent, le torturèrent et lui coupèrent la main qu'ils remplacèrent par son marteau.
11. Le Chacal (joué par Shayne Wyler) : le Chacal est Ryan Kuhn, un patient psychotique du XXe siècle qui avait un penchant pour attaquer les femmes. Il portait en permanence une camisole de force et un grillage métallique autour de sa tête. Plusieurs années après cela, il se retrouva difforme et évita tout contact humain. Il fut l'unique victime de l'incendie de l'asile psychiatrique ; apparemment, il aurait préféré courir dans les flammes plutôt que d'être sauvé.
12. Le Guerrier impitoyable (Le Poids lourd en VQ) (joué par John DeSantis) : le guerrier impitoyable était un tueur en série appelé Horace « Breaker » Mahoney. Cet homme immense remorquait des automobilistes en panne et les assassinait, les déchirant à mains nues. Étant impossible de prendre le dessus dans un combat au corps à corps, ses poursuivants optèrent pour une méthode plus sûre et le criblèrent de balles.
13. Le Sacrifice (joué par Tony Shalhoub, en l’occurrence) : pour faire revivre les douze autres fantômes du zodiaque noir, un homme tourmenté par la tristesse doit se faire sacrifier lors de la réunion des douze fantômes. Selon Karina Oretzia, l'amour est la puissance la plus puissante au monde. Arthur fut donc le sacrifice premier, car il a perdu sa femme durant un incendie.